# Världsmästerskapet i volleyboll för klubblag 2021 (damer)
Världsmästerskapet i volleyboll för klubblag 2021 var det fjortonde världsmästerskapet i volleyboll för klubblag. Det hölls för första gången i Ankara, Turkiet. Samtliga matcher spelades mellan 15 och 19 december 2021 i Ankara Arena. Sex lag deltog, varav två genom wild card.

## Kvalifikation
| Lag                      | Kvalificerat som            |
| ------------------------ | --------------------------- |
| VakıfBank İstanbul       | Värd                        |
| VK Altaj                 | Asiatiska mästare 2021      |
| Imoco Volley Conegliano  | Europamästare 2020-2021     |
| Dentil Praia Clube       | Sydamerikanska mästare 2021 |
| Itambé Minas             | Wild card                   |
| Fenerbahçe Opet İstanbul | Wild card                   |

## Seriespel
Seriespelet använde den numera vanliga poängfördelningen att vinnaren får 3 poäng och förloraren 0 poäng om matchen sluter 3-0 eller 3-1 i set, medan vinnaren får 2 poäng och förloraren 1 poäng om matchen slutar 3-2. Samtliga tider är UTC+3.
|  | Kvalificerad för finalspel |

### Grupp A
| # | Lag                      | Matcher | Matcher | Poäng | Set | Set | Set   | Bollpoäng | Bollpoäng | Bollpoäng |
| # | Lag                      | V       | F       | Poäng | V   | F   | Kvot  | V         | F         | Kvot      |
| - | ------------------------ | ------- | ------- | ----- | --- | --- | ----- | --------- | --------- | --------- |
| 1 | Imoco Volley Conegliano  | 2       | 0       | 6     | 6   | 0   |       | 150       | 109       | 1,376     |
| 2 | Fenerbahçe Opet İstanbul | 1       | 1       | 3     | 3   | 4   | 0,750 | 155       | 162       | 0,957     |
| 3 | Dentil Praia Clube       | 0       | 2       | 0     | 1   | 6   | 0,167 | 138       | 172       | 0,802     |

| Datum  | Tid   |                         | Resultat |                          | Set 1 | Set 2 | Set 3 | Set 4 | Set 5 | Totalt | Rapport |
| ------ | ----- | ----------------------- | -------- | ------------------------ | ----- | ----- | ----- | ----- | ----- | ------ | ------- |
| 15 Dec | 18:30 | Imoco Volley Conegliano | 3–0      | Fenerbahçe Opet İstanbul | 25–12 | 25–23 | 25–23 |       |       | 75–58  | P2      |
| 16 Dec | 18:30 | Dentil Praia Clube      | 1–3      | Fenerbahçe Opet İstanbul | 25–22 | 23–25 | 18–25 | 21–25 |       | 87–97  | P2      |
| 17 Dec | 15:00 | Imoco Volley Conegliano | 3–0      | Dentil Praia Clube       | 25–17 | 25–16 | 25–18 |       |       | 75–51  | P2      |

### Grupp B
| # | Lag                | Matcher | Matcher | Poäng | Set | Set | Set   | Bollpoäng | Bollpoäng | Bollpoäng |
| # | Lag                | V       | F       | Poäng | V   | F   | Kvot  | V         | F         | Kvot      |
| - | ------------------ | ------- | ------- | ----- | --- | --- | ----- | --------- | --------- | --------- |
| 1 | VakıfBank İstanbul | 2       | 0       | 6     | 6   | 0   |       | 150       | 93        | 1,613     |
| 2 | Itambé Minas       | 1       | 1       | 3     | 3   | 3   | 1,000 | 128       | 135       | 0,948     |
| 3 | VK Altaj           | 0       | 2       | 0     | 0   | 6   | 0,000 | 100       | 150       | 0,667     |

| Datum  | Tid   |                    | Resultat |                    | Set 1 | Set 2 | Set 3 | Set 4 | Set 5 | Totalt | Rapport |
| ------ | ----- | ------------------ | -------- | ------------------ | ----- | ----- | ----- | ----- | ----- | ------ | ------- |
| 15 Dec | 15:00 | Itambé Minas       | 3–0      | VK Altaj           | 25–20 | 25–22 | 25–18 |       |       | 75–60  | P2      |
| 16 Dec | 15:00 | VakıfBank İstanbul | 3–0      | VK Altaj           | 25–13 | 25–10 | 25–17 |       |       | 75–40  | P2      |
| 17 Dec | 18:30 | Itambé Minas       | 0–3      | VakıfBank İstanbul | 18–25 | 17–25 | 18–25 |       |       | 53–75  | P2      |

## Finaler
- Samtliga tider är UTC+3

|  | Semifinaler  | Semifinaler |   |              | Final               | Final |  |
|  |              |             |   |              |                     |       |  |
|  | 18 December  |             |   |              |                     |       |  |
|  | Conegliano   | 3           |   |              |                     |       |  |
|  | Itambé Minas | 1           |   |              |                     |       |  |
|  |              |             |   |              |                     |       |  |
|  |              |             |   |              | 19 December         |       |  |
|  |              |             |   |              | Conegliano          | 2     |  |
|  |              | VakıfBank   | 3 |              |                     |       |  |
|  |              |             |   |              |                     |       |  |
|  |              |             |   |              |                     |       |  |
|  |              |             |   |              | Match om tredjepris |       |  |
|  | 18 December  | 18 December |   | 19 December  | 19 December         |       |  |
|  | VakıfBank    | 3           |   | Itambé Minas | 0                   |       |  |
|  | Fenerbahçe   | 0           |   |              | Fenerbahçe          | 3     |  |

### Semifinaler
| Datum  | Tid   |                         | Resultat |                          | Set 1 | Set 2 | Set 3 | Set 4 | Set 5 | Totalt | Rapport |
| ------ | ----- | ----------------------- | -------- | ------------------------ | ----- | ----- | ----- | ----- | ----- | ------ | ------- |
| 18 Dec | 15:00 | Imoco Volley Conegliano | 3–1      | Itambé Minas             | 23–25 | 26–24 | 25–15 | 25–19 |       | 99–83  | P2      |
| 18 Dec | 18:30 | VakıfBank İstanbul      | 3–0      | Fenerbahçe Opet İstanbul | 25–19 | 29–27 | 25–23 |       |       | 79–69  | P2      |

### Match om tredjepris
| Datum  | Tid   |              | Resultat |                          | Set 1 | Set 2 | Set 3 | Set 4 | Set 5 | Totalt | Rapport |
| ------ | ----- | ------------ | -------- | ------------------------ | ----- | ----- | ----- | ----- | ----- | ------ | ------- |
| 19 Dec | 15:00 | Itambé Minas | 0–3      | Fenerbahçe Opet İstanbul | 18–25 | 7–25  | 26–28 |       |       | 51–78  | P2      |

### Final
| Datum  | Tid   |                         | Resultat |                    | Set 1 | Set 2 | Set 3 | Set 4 | Set 5 | Totalt | Rapport |
| ------ | ----- | ----------------------- | -------- | ------------------ | ----- | ----- | ----- | ----- | ----- | ------ | ------- |
| 19 Dec | 18:30 | Imoco Volley Conegliano | 2–3      | VakıfBank İstanbul | 15–25 | 25–22 | 22–25 | 25–22 | 7–15  | 94–109 | P2      |

## Slutplaceringar
| Rank | Team                     |
| ---- | ------------------------ |
| 1    | VakıfBank İstanbul       |
| 2    | Imoco Volley Conegliano  |
| 3    | Fenerbahçe Opet İstanbul |
| 4    | Itambé Minas             |
| 5    | Dentil Praia Clube       |
| 6    | VK Altaj                 |

| Klubbvärldsmästare 2021       |
| ----------------------------- |
| VakıfBank İstanbul 4:e titeln |

| Spelare |
| Buket Gülübay, Cansu Özbay, Tuğba Şenoğlu, Ayça Aykaç, Kübra Akman, Chiaka Ogbogu, Ayse Melis Gürkaynak (c), Gabriela Guimarães, Isabelle Haak, Meryem Boz, Michelle Bartsch-Hackley, Aylin Sarıoğlu, Derya Cebecioğlu, Zehra Güneş |
| Tränare |
| Giovanni Guidetti |

## Utmärkelser
| - Mest värdefulla spelare Isabelle Haak (VakıfBank İstanbul) - Bästa motstående spiker Isabelle Haak (VakıfBank İstanbul) - Bästa ytterspikers Gabriela Guimarães (VakıfBank İstanbul) Arina Fedorovtseva (Fenerbahçe Opet İstanbul) | - Bästa centrar Zehra Güneş (VakıfBank İstanbul) Robin de Kruijf (Imoco Volley Conegliano) - Bästa passare Joanna Wołosz (Imoco Volley Conegliano) - Bästa libero Monica de Gennaro (Imoco Volley Conegliano) |